# Колин Џост
Колин Кели Џост (енгл. Colin Kelly Jost; Њујорк, 29. јун 1982) амерички је комичар, сценариста и глумац. Од 2005. део је емисије Уживо суботом увече, где је касније водио пародију вести уз Мајкла Чеа.

## Биографија
Рођен је 29. јуна 1982. године у њујоршком предграђу Статен Ајланд, где је одрастао уз млађег брата. Мајка му је била главна медицинска службеница у Ватрогасној служби града Њујорка, а отац бивши професор у Средњој техничкој школи Статен Ајланд.
Одгајан као католик, похађао је Средњу школу Реџис на Менхетну, где је био уредник школских новина The Owl. Похађао је Универзитет Харвард, смер историја и књижевност, са фокусом на руску и британску књижевност, а дипломски рад написао је о Владимиру Набокову. Дипломирао је 2004. године.
У мају 2017. ступио је у везу с глумицом Скарлет Џохансон. У мају 2019. објавили су вест да су се верили. Венчали су се у октобру 2020. у свом дому у Њујорку. У августу 2021. добили су сина.

## Филмографија

### Филм
| Улоге Колина Џоста |                         |               |              |          |
| Година             | Српски назив            | Изворни назив | Улога        | Напомена |
| 2015.              |                         |               | Грег Калахан |          |
| 2016.              | Како бити соло          |               | Пол          |          |
| 2021.              | Том и Џери              |               | Бен          |          |
| 2021.              | Принц открива Америку 2 |               | Калвин Дјук  |          |

### Телевизија
| Улоге Колина Џоста |                     |               |                |                   |
| Година             | Српски назив        | Изворни назив | Улога          | Напомена          |
| 2002.              | Најслабија карика   |               | себе           | такмичар          |
| 2005—данас         | Уживо суботом увече |               | себе           | такође сценариста |
| 2006.              |                     |               | —              | сценариста        |
| 2017.              |                     |               | себе           | 3 епизоде         |
| 2018.              |                     |               | —              | сценариста        |
| 2018.              |                     |               | себе (водитељ) | ТВ специјал       |
| 2019.              |                     |               | себе           | специјални гост   |
| 2019.              |                     |               | себе           | специјални гост   |
| 2020.              |                     |               | себе           | 1 епизода         |
| 2021.              | Руполова дрег трка  |               | себе           | 1 епизода         |
| 2022.              |                     |               | себе           | 1 епизода         |
| 2022.              |                     |               | себе           | 1 епизода         |
| 2022.              | Кардашијани         |               | себе           | 1 епизода         |